# 万索布尔
万索布尔（法語：Vinsobres，法語發音：[vɛ̃sɔbʁ]）是法国德龙省的一个市镇，属于尼永斯区。

## 地理
万索布尔（44°20'1"N, 5°3'40"E）面积35.42 平方千米，位于法国奥弗涅-罗讷-阿尔卑斯大区德龙省，该省份为法国东南部内陆省份，北起顺时针与伊泽尔省、上阿尔卑斯省、上普罗旺斯阿尔卑斯省、沃克吕兹省和阿尔代什省接壤。
与万索布尔接壤的市镇（或旧市镇、城区）包括：旺特罗勒、米拉贝勒欧巴罗尼、尼永斯、埃格河畔圣莫里斯、瓦尔雷阿斯、维勒迪约、维桑。

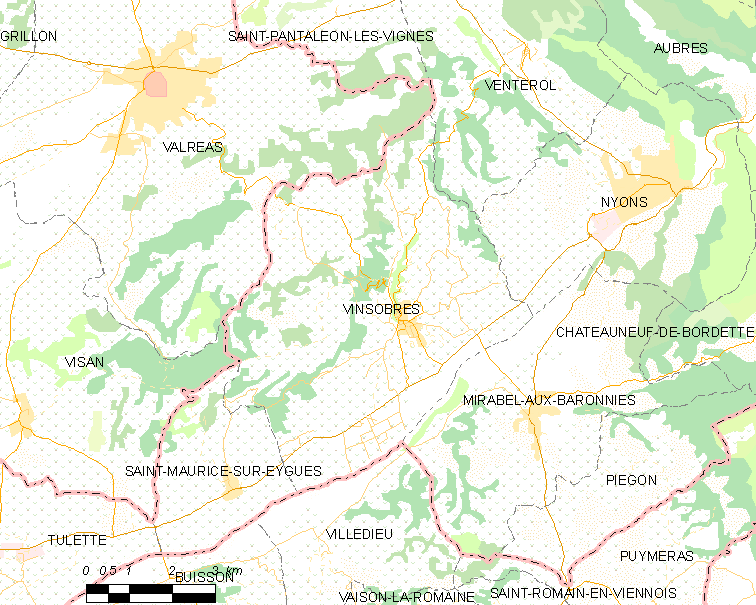
万索布尔的OSM定位图

万索布尔的时区为UTC+01:00、UTC+02:00（夏令时）。

## 行政
万索布尔的邮政编码为26110，INSEE市镇编码为26377。

## 政治
万索布尔所属的省级选区为尼永斯-巴罗尼县。

## 人口

1962-2008年间万索布尔人口变化图示

万索布尔于2022年1月1日时的人口数量为1005人。